# Lambert Konschegg
Lambert Konschegg von Pramburg (ur. 1 czerwca 1912 w Grazu; zm. 9 października 1977 w okolicach Brzecławia) – austriacki oficer Luftwaffe, służył w czasie II wojny światowej w jednostce bombowej KG 40. Po wojnie został mianowany prezesem zarządu Austrian Airlines (AUA) i prezydentem Międzynarodowego Zrzeszenia Przewoźników Powietrznych (IATA).

## Odznaczenia (lista niepełna)
- Krzyż Rycerski Krzyża Żelaznego – 28 lutego 1945